# 徳島市論田小学校
徳島市論田小学校（とくしましろんでんしょうがっこう）は、徳島県徳島市論田町にある公立小学校。

## 沿革
（沿革節の主要な出典は公式サイト）
- 1874年（明治7年） - 名東県勝浦郡大原小学校を創立。
- 1883年 - 観善小学校と改称。
- 1886年 - 論田尋常小学校と改称。
- 1926年（大正15年）8月 - 勝占村立論田尋常小学校と改称。
- 1941年（昭和16年） - 勝蒲郡勝占村論田国民学校と改称。
- 1947年 - 勝浦郡勝占村論田小学校と改称。
- 1951年 - 徳島市論田小学校と校名改称。

## 関連学校
- 徳島市南部中学校

## 通学区域が隣接している学校
- 徳島市津田小学校
- 徳島市大松小学校
- 小松島市立千代小学校
- 小松島市立北小松島小学校

## 著名な出身者
- 西木紳悟（アーティスティックローラースケート選手）